# 173. attackflygdivisionen
173. attackflygdivisionen, även känd som Quintus Gul, var en attackflygdivision inom svenska flygvapnet som verkade i olika former åren 1944–1975. Divisionen var baserad på Kallinge flygplats i Ronneby garnison.

## Historik
Quintus Gul var 3. divisionen vid Blekinge flygflottilj (F 17), eller 173. attackflygdivisionen inom Flygvapnet, som bildades 1944 som en marinflygdivision. Mellan den 25 juni 1947 och den 3 december 1948 beväpnades divisionen med T 18B. Åren 1954–1955 hade flottiljen haft ett antal A 21RA/B för att underlätta den kommande omskolningen hela flottiljen stod inför. År 1956 trädde divisionen in i den så kallade jetåldern, genom att den omskolades till en attackflygdivision och beväpnades med A 32A Lansen. 
I samband med att F 17 år 1973 skulle omorganiseras från attack- till jaktflottilj, beslutades att Quintus Gul skulle upplösas. Det vill säga under tiden som 171. attackflygdivisionen och 172. attackflygdivisionen omskolades till en jaktflygdivisioner, skulle divisionen skulle kvarstå som attackdivision fram till den 31 december 1975, för att där efter upplösas och utgå ur fredsorganisationen. Divisionen gjorde sin sista flygning den 18 december 1975. 3. kompaniet, som var divisionens klargöringskompani, kvarstod och kom att ansvara för Helikopter 4, vilken användes för flygräddningstjänst vid F 17.

## Materiel vid förbandet
| Torpedflygplan - 1944–1947: B 3 - 1947–1957: T 18B | Attackflygplan - 1956–1975: A 32A Lansen |

## Förbandschefer
Divisionschefer vid 173. attackflygdivisionen (Quintus Gul) åren 1944–1975.
- 1944–19??: ?
- 19??–19??: Bert Stenfeldt
- 19??–1975: ?

## Anropssignal, beteckning och förläggningsort
| Quintus Gul | 1944 | – | 1975 |

| 173. marinflygdivisionen  | 1944-??-?? | – | 1956-??-?? |
| 173. attackflygdivisionen | 1956-??-?? | – | 1975-12-31 |

| Kallinge flygplats (F) | 1944-??-?? | – | 1975-12-31 |